# Dirk De Ceulaer
Dirk De Ceulaer (Leuven, 1952) is een Vlaams pedagogisch wetenschapper, bestuurder en auteur van diverse werken over onderwijspolitieke onderwerpen als de verlenging van de leerplicht, de federalisering van het onderwijs en de pluralistische school.
De Ceulaer promoveerde met zijn proefschrift over de Belgische onderwijspolitiek tussen 1921 en 1984 tot doctor in de Pedagogische Wetenschappen (KU Leuven). Sinds 1993 is hij de algemeen directeur van de Europese Hogeschool Brussel en is hij afgevaardigd bestuurder van vzw EHSAL.
Op 1 januari 2001 werd hij aangesteld als voorzitter van de Vlaamse Hogescholenraad voor een periode van twee jaar. De Ceulaer speelt ook een adviserende rol bij het Studiecentrum voor Ondernemerschap (EHSAL-KUB). Dirk De Ceulaer was de voorzitter van het directiecomité van hogeschool Odisee.
Ook was hij bestuurder bij de Associatie KU Leuven en Brik, een organisatie die instaat voor de promotie van Brussel als studentenstad. Momenteel is hij lid van het bestuursorgaan van Muntpunt.
- Gemeinsame Normdatei: 1060813955
- Virtual International Authority File: 311456516